# Sorokyne
Sorokyne (ukrajinsky Сорокине) je město v Luhanské oblasti na jihovýchodě Ukrajiny. Má zhruba padesát tisíc obyvatel. Leží na řece Velyka Kamjanka, přítoku Severního Doňce. Podobně jako pro mnohá jiná města v Donbasu, i pro Sorokyne je důležitý průmysl, zejména těžba uhlí.
Je zde východní konec dálnice M 04, která začíná ve Znamjance nedaleko Kropyvnyckého v Kirovohradské oblasti. Po té je zde vedena také Evropská silnice E40, která dále pokračuje do ruského Volgogradu a končí až v Ridderu v Kazachstánu.

## Dějiny
Sorokyne bylo založeno v roce 1914. V letech 1938–2016 se jmenovalo Krasnodon (ukrajinsky a rusky Краснодон).